# بوب سكوت (لاعب دوري الرغبي)
بوب سكوت (بالإنجليزية: Bob Scott)‏ هو لاعب دوري الرغبي نيوزيلندي، ولد في 6 فبراير 1921 في ويلينغتون في نيوزيلندا، وتوفي في 16 نوفمبر 2012 في Whangamatā ‏ في نيوزيلندا.

## وصلات خارجية
- بوب سكوت عل موقع إسبنسكروم (الإنجليزية)
- بوب سكوت على موقع قاعة نيوزيلندا للمشاهير الرياضية (الإنجليزية)